# Galveosaurus
Galveosaurus is een geslacht van sauropode dinosauriërs behorend tot de groep van de Neosauropoda dat tijdens het Late Jura leefde in het huidige Spanje.
De typesoort Galveosaurus herreroi is op 11 augustus 2005 benoemd door Bárbara Sánchez-Hernandéz. De vondst gedaan eind jaren tachtig door José María Herrero (die hiervoor geëerd wordt door de soortaanduiding) nabij Galve (waarnaar de geslachtsnaam verwijst) in de provincie Teruel in een laag uit het laatste Tithonien, en opgegraven vanaf 1993, bestaat uit een vijftigtal fragmentarische delen van het skelet: een tiental wervels en veel delen van het bekken en de achterpoten; de schedel ontbreekt, zoals bij zoveel sauropodefossielen. Het holotype is een ruggenwervel, CLH-16. Galveosaurus zou volgens het beschrijvende artikel een vrij basale neosauropode zijn geweest, geïsoleerd door het feit dat het huidige Iberisch Schiereiland toen een eiland was. In 2006 wees een nadere analyse uit dat Galveosaurus misschien net buiten de Neosauropoda gelegen kan hebben, samen met Turiasaurus in een klade Turiasauria. In 2009 echter stelde José Barco dat Galveosaurus basaal geplaatst was in de Macronaria in een klade met Phuwiangosaurus, Aragosaurus, Tastavinsaurus, Cedarosaurus en Venenosaurus, die de zustergroep zou vormen van de Titanosauriformes.
Een taxonomische curiositeit is dat de soort in een in december 2005 uitgekomen apart artikel voor de tweede maal en veel vollediger werd beschreven door Barco onder de naam Galvesaurus. Deze naam is echter een later synoniem en Galveosaurus heeft prioriteit. De eerste beschrijving is door een in Amerika werkende paleontologe die van het fossiel, in een vitrine in het Museo Paleontológico de Galve tentoongesteld met een kaartje "Galvesaurus", foto's maakte en er een Engelstalige publicatie aan wijdde waarbij ze de naam fout spelde. Zij had naar eigen zeggen niet in de gaten dat de publicatie van Barco geen prioriteit zou hebben. Het desbetreffende blad verschijnt tweemaal per jaar en geeft steeds in december een "juli-december" nummer uit. Het moment van werkelijke uitgave, 18 december, telt echter, niet de "juli"-aanduiding. Het Spaanse team, zeer gepiqueerd door de gang van zaken, beschuldigde haar van opzet; Spaanse bronnen blijven hardnekkig de vorm "Galvesaurus" gebruiken.
Galveosaurus had een rughoogte van zo'n vier meter en een lengte van ruim vijftien meter. Het onderzoeksteam wijst erop dat de botten vrij graciel zijn, dus fijngebouwd, en dat het gewicht niet veel hoger zal hebben gelegen dan een tien ton.